# Garelli Tiger 125 XLE
Die Garelli Tiger 125 XLE war ein geländetaugliches Motorrad, das 1989 von dem italienischen Hersteller Garelli vorgestellt wurde. Sie war das letzte Modell einer Enduro-Modellreihe, die mit der Tiger XR ab 1984 begonnen hatte. Die XLE hatte einen elektrischen Anlasser und Scheibenbremsen an beiden Achsen.

## Geschichte
Mit der Rückkehr in die Motorrad-Weltmeisterschaft im Jahr 1982 bemühte sich Garelli, sein Straßenmotorradangebot neu auszurichten. Das erste 125er-Straßenmodell, die Garelli TSR 125, konnte sich am Markt nicht durchsetzen. In der Folge entwickelte Garelli geländegängige Modelle wie die Tiger XR (1984), gefolgt von der verbesserten XRD und schließlich der Tiger XLE.
Letztere kombinierte moderne Technik mit sportlicher Leistung und sollte besonders junge Fahrer im boomenden Enduro-Segment ansprechen.

## Technische Daten
| Merkmal               | Angabe                                            |
| --------------------- | ------------------------------------------------- |
| Motor                 | 2-Takt, Einzylinder, 124,8 cm³                    |
| Bohrung × Hub         | 52,8 mm × 57 mm                                   |
| Verdichtung           | 14,2 : 1                                          |
| Leistung              | 23 PS (17 kW) bei 8750/min                        |
| Zylinder              | Aluminium mit verchromter Laufbuchse              |
| Kühlung               | Flüssigkeitskühlung                               |
| Zündung               | Elektronisch, variabler Zündzeitpunkt             |
| Vergaser              | Dell’Orto PHBH 28 BS                              |
| Schmierung            | Getrenntschmierung mit mechanischer Ölpumpe       |
| Kupplung              | Mehrscheiben im Ölbad                             |
| Getriebe              | 6-Gang                                            |
| Rahmen                | Stahlrohrrahmen, doppelter Unterzug, eckige Rohre |
| Vorderradaufhängung   | Teleskopgabel                                     |
| Hinterradaufhängung   | Progressives hydraulisches Zentralfederbein       |
| Räder                 | Drahtspeichenräder mit verchromten Felgen         |
| Reifen                | vorn: 3.00–21", hinten: 4.60–18"                  |
| Bremsen               | vorn Ø 240 mm Scheibe, hinten Ø 220 mm Scheibe    |
| Leergewicht           | 120 kg                                            |
| Höchstgeschwindigkeit | 130 km/h                                          |
| Verbrauch             | 2,4 km/l                                          |
| Tankinhalt            | 15 Liter                                          |